# دين يونغ
دين يونغ (بالإنجليزية: Dean Young)‏ هو شاعر أمريكي، ولد في 18 يوليو 1955 في كولومبيا في الولايات المتحدة.